# Lawrence J. Lincoln

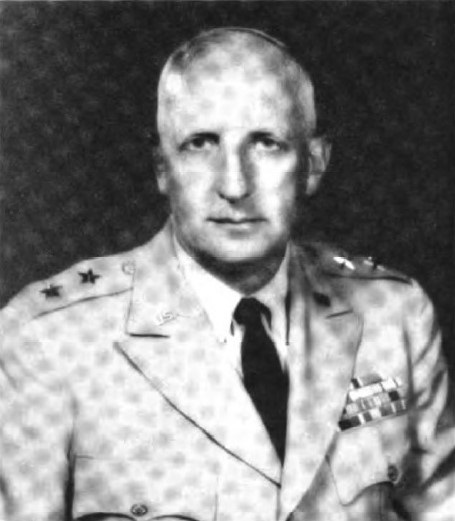
Lawrence Joseph Lincoln

Lawrence Joseph Lincoln (* 2. Januar 1909 in der Nähe von Harbor Beach, Huron County, Michigan; † 27. Juni 2000 in Alexandria, Virginia) war ein Generalleutnant der United States Army. Er war unter anderem Kommandeur der 4. Armee.
Lawrence Lincoln war ein Sohn von Burr Buchanan Lincoln und dessen Frau Esther Elizabeth Hoare. Sein älterer Bruder George A. Lincoln (1907–1975) brachte es in der Armee bis zum Brigadegeneral. Lawrence wuchs auf einer Farm südlich von Harbor Beach in Michigan auf. Er besuchte die öffentlichen Schulen seiner Heimat. Im Jahr 1926 absolvierte er die High School in Harbor Beach, an der seine Mutter als Lehrerin tätig war. Anschließend studierte er für einige Zeit an der Ferris State University in Big Rapids, an der Western Michigan University in Kalamazoo und an der George Washington University in Washington, D.C.
In den Jahren 1929 bis 1933 durchlief er die United States Military Academy in West Point. Nach seiner Graduation wurde er als Leutnant den Pionieren zugeteilt. In der Armee durchlief er anschließend alle Offiziersränge vom Leutnant bis zum Drei-Sterne-General.
In seinen jüngeren Jahren absolvierte er den für Offiziere in den niederen Rangstufen üblichen Dienst in verschiedenen Einheiten und Standorten in den Vereinigten Staaten. Dazu gehörten auch Aufgaben als Stabsoffizier in verschiedenen Hauptquartieren. Als Engineer (Pionier) gehörten der Hochwasserschutz, der Ausbau von Hafenanlagen, deren militärische Verteidigungsanlagen, Flussregulierungen, der Bau von Schleusen, Stauwerken, Straßen und Flugplätzen zu seinem Aufgabenbereich.
Im Jahr 1937 beendete Lincoln ein Ingenieurstudium an der Princeton University. Anschließend war er zwischen 1938 und 1942 Dozent an der Militärakademie in West Point. Während des Zweiten Weltkriegs war Lawrence Lincoln auf dem asiatischen Kriegsschauplatz eingesetzt. Dort gehörte er dem Stab von Louis Mountbatten an, der dort Kommandeur des South East Asia Commands war. Nach Kriegsende war er in den Jahren 1946 und 1947 Mitglied der amerikanisch-sowjetischen Kommission, die über die Teilung Koreas verhandelte.
Im Jahr 1948 war Lincoln Stabsoffizier bei der Joint Task Force Seven, die im Pazifik Atombombentests durchführte. Zwischen 1949 und 1953 kommandierte er die Engineer-Bezirke von Denver und Kansas City. Später leitete er insgesamt fünf amerikanische Pionierbezirke im Nahen Osten, in Marokko, Pakistan, im Schwarzen Meer und in Äthiopien. Dort war er mit seinen Pioniereinheiten im Auftrag der US-Regierung beim Aufbau bzw. Ausbau der Infrastruktur behilflich. Dazwischen absolvierte er im Jahr 1954 das United States Army War College. Zudem war er in den Jahren 1955 und 1956 leitender Pionieroffizier bei der 4. Armee in Fort Sam Houston.
In den Jahren 1962 und 1963 kommandierte er den Militärstandort Fort Belvoir einschließlich der dortigen Engineer-Schule. Zwischen August 1964 und Juni 1967 war Lincoln Leiter der Stabsabteilung G4 (Logistik) im Heeresministerium. Anschließend wurde er als Nachfolger von Thomas W. Dunn neuer Kommandeur der 4. Armee in Fort Sam Houston. Dieses Amt bekleidete er in den Jahren 1967 und 1968. Nachdem er sein Kommando an Harry H. Critz übergeben hatte, ging er in den Ruhestand.
Lawrence Lincoln verbrachte seinen Lebensabend in Alexandria in Virginia, wo er am 27. Juni 2000 verstarb. Er wurde auf dem amerikanischen Nationalfriedhof Arlington beigesetzt.

## Orden und Auszeichnungen
Lawrence Lincoln wurde im Lauf seiner militärischen Laufbahn unter anderem mit den Orden Army Distinguished Service Medal und Legion of Merit ausgezeichnet.